# Tuvkaktus
Tuvkaktus (Mila caespitosa) är en suckulent växt inom det monotypiska tuvkaktussläktet Mila och familjen kaktusar. Nathaniel Britton och Joseph Rose beskrev släktet Mila och arten Mila caespitosa 1922.